# Clara Schønfeld
Clara Julie Kiertmann Schønfeld f. Christensen (26. august 1855 i Roskilde – 5. maj 1939) var en dansk skuespillerinde.
Hun scenedebuterede i 1873 i Oslo og var derefter engageret på en række forskellige danske teatre i hovedstaden og provinsen. I perioden 1918 til 1927 medvirkede hun desuden i 14 stumfilm iblandt Du skal ære din hustru af Carl Th. Dreyer.
Clara Schønfeld var gift to gange. Første gang i 1882 med skuespilleren Holger Kjertmann (1843 – 1885), og derefter i 1893 med teaterdirektør og skuespiller Hjalmar Schønfeld (1863 – 1924). Hun døde den 5. maj, 1939 og ligger begravet på Assistens Kirkegård i København.

## Filmografi
| - Folkets Ven (som Kamp-brødrenes mor; instruktør Holger-Madsen, 1918) - Har jeg Ret til at tage mit eget Liv? (som Barnepige hos Bergs; instruktør Holger-Madsen, 1920) - Vor fælles Ven (instruktør A.W. Sandberg, 1921) - Hans gode Genius (instruktør August Blom, 1922) - Præsten i Vejlby (som Moster Gertrud; instruktør August Blom, 1922) - Lasse Månsson fra Skaane (instruktør A.W. Sandberg, 1923) - Den sidste Dans (som Madam Bastrup, Sørens mor; instruktør A.W. Sandberg, 1923) - Blandt Byens Børn (som bedstemor; instruktør Lau Lauritzen Sr., 1923) - Paa Slaget 12 (som sognefogedens kone; instruktør A.W. Sandberg, 1923) - Du skal ære din hustru (som Alvilda Kryger, Idas mor; instruktør Carl Th. Dreyer, 1925) - Stamherren (som Bertha von Thorlacius; instruktør Emanuel Gregers, 1925) - Solskinsdalen (som Mo'r Aase; instruktør Emanuel Gregers, 1925) - Grænsefolket (som Ane, Steffensens hustru; instruktør Eduard Schnedler-Sørensen, 1927) - Ödets redskap (som gamle fru von Winge; instruktør Robert Dinesen, Sverige) |